# 美日切错玛日
美日切错玛日是一个位于中国西藏自治区那曲地区的微咸水湖，面积约为86平方千米，属于青藏高原。它的一级流域为内流区诸河，二级流域为西藏内流区。